# ジャファール・パナヒ
ジャファール・パナヒ（ペルシア語: جعفر پناهی, ラテン文字転写：Jafar Panahi, 1960年7月11日 -）はイランの映画監督。名前の発音は、ペルシア語ではファの後を伸ばさない「ジャアファル・パナーヒー」に近い。日本では「ジャファル・パナヒ」と表記されることもある。世界三大映画祭のすべてで、最高賞を受賞している監督である。

## 経歴
テヘランで映画製作を学び、アッバス・キアロスタミ作品の助監督となった。
1995年、キアロスタミが脚本を書いた『白い風船』で監督デビューし、カンヌ国際映画祭カメラ・ドールを受賞。1997年に『鏡』でロカルノ国際映画祭金豹賞を、2000年の『チャドルと生きる』でヴェネツィア国際映画祭金獅子賞を受賞し、世界的に高い評価を得た。2006年には『オフサイド・ガールズ』でベルリン国際映画祭審査員グランプリを受賞。ベルリン国際映画祭では後に、『閉ざされたカーテン』で脚本賞、『人生タクシー』で金熊賞も受賞した。そして2025年、『シンプル・アクシデント』が第78回カンヌ国際映画祭でパルム・ドールを受賞し、アンリ=ジョルジュ・クルーゾー、ミケランジェロ・アントニオーニ、ロバート・アルトマンに次いで史上4人目の三大国際映画祭に於ける最高賞を全て制覇した監督となった。
『チャドルと生きる』『オフサイド・ガールズ』はともにイランの政治体制を批判する内容であるとして、イラン国内では上映禁止とされた。パナヒ自身も2009年の大統領選挙で改革派のミール・ホセイン・ムーサヴィー候補を支持するなど、保守派のマフムード・アフマディーネジャード政権と対立し、2010年3月1日に自宅で拘束された。この年開催の第63回カンヌ国際映画祭の審査員の一人に選ばれていたが、逮捕により欠席。同映画祭で女優賞を受賞したジュリエット・ビノシュを始めとする各国の映画人は言論の自由の名の下に、イラン政府への抗議表明とともにパナヒの解放を要求した。同年5月に保釈金20億リヤルで釈放されたものの、その後禁錮6年の判決が下り、さらに20年間にわたり映画製作・脚本執筆・メディア対応と海外渡航が禁止された。
2012年、欧州議会が人権と思想の自由を守るために活動した人物に贈るサハロフ賞を、政治犯や女性活動家を支援する女性人権弁護士ナスリーン・ソトゥーデとともに受賞した。
2022年7月11日、同月に治安関連の容疑で逮捕された他の映画監督2人について調べるためテヘランの検察庁を訪れた際、当局によって拘束され、2010年に言い渡された禁固刑に服するため収監された。しかしパナヒは、判決の出訴期限はすでに時効を迎えており、控訴をめぐる司法判断が出るまで釈放されるべきだと主張。司法当局が何ら対応をしなかったため、2023年2月1日に釈放を求めるハンガー・ストライキを敢行し、48時間後に保釈が認められた。4月には当局の海外渡航禁止令が解かれ、パナヒが14年ぶりの海外渡航を果たしたと報じられた。

## 監督作品
- 白い風船 Badkonake Sefid（1995年）
- 鏡 Ayneh（1997年）
- チャドルと生きる Dayereh（2000年）
- クリムゾン・ゴールド Talaye Sorkh（2003年）
- オフサイド・ガールズ Offside（2006年）
- これは映画ではない This Is Not a Film（2011年）
- 閉ざされたカーテン（カンボジヤ・パルトヴィと共同監督）Pardé（2013年）
- 人生タクシー Taxi（2015年）[13] ※パナヒとともにサハロフ賞を受賞した弁護士ソトゥーデがカメオ出演
- ある女優の不在 3 Faces（2018年）
- The Year of the Everlasting Storm（アピチャートポン・ウィーラセータクン、デヴィッド・ロウリーらとのオムニバス）（2021年）
- 熊は、いない No Bears（2022年）※同年の第79回ヴェネチア国際映画祭で審査員特別賞[14]、第23回東京フィルメックスオープニング作品[15]